# 谢智慧
谢智慧，是一位马来西亚儿童文学作家。

## 生平
出生于柔佛新山，后举家迁至槟城，理科大学大众传播系毕业。目前在吉隆坡定居。
曾在儿童出版社工作，撰写过少儿读物，也编辑过不同类型的书籍。2010年完成了第一部长篇小说《瓶子里的两条鱼》，从此白天工作，晚上写作。
《瓶子里的两条鱼》至今已出版超过15部作品。
写第七部长篇小说《深夜甜品店》时，决定辞去朝九晚六的稳定工作，开启了一个人的工作模式，现为自由撰稿人。
2012年与导演黄巧力合作将新村1949剧本改编为长篇小说《新村》。
2018年担任“第9届红蜻蜓少年小说双年奖”的推广大使。
目前已有9部作品授权于中国青岛出版社出版大陆简体版。
现为马来西亚副刊《人间烟火 （页面存档备份，存于）》主编。

## 长篇小说
- 2010年11月，《瓶子里的两条鱼》ISBN 978-967-5439-39-1，红蜻蜓出版社出版
- 2011年5月，《约定》ISBN 978-967-5439-14-8，红蜻蜓出版社出版
- 2012年1月，《洛克山》ISBN 978-967-0370-41-5，红蜻蜓出版社出版
- 2012年10月，《抓着友情的裤脚》ISBN 978-967-0370-91-0，红蜻蜓出版社出版
- 2013年10月，《66频道》ISBN 978-967-0564-12-8，红蜻蜓出版社出版
- 2014年11月，《命运抽奖》ISBN 978-967-0564-37-1，红蜻蜓出版社出版
- 2015年9月，《深夜甜品店》ISBN 978-967-0564-65-4，红蜻蜓出版社出版
- 2016年5月，《别偷看我的日记》ISBN 978-967-0564-81-4，红蜻蜓出版社出版
- 2016年10月，《其实我们都一样》ISBN 978-967-0564-92-0，红蜻蜓出版社出版
- 2017年11月，《储藏室里的女人》ISBN 978-967-2088-15-8，红蜻蜓出版社出版
- 2018年10月，《别公开我的私信》ISBN 978-967-2088-35-6，红蜻蜓出版社出版
- 2019年6月，《最后我还是败给了魔鬼》ISBN 978-967-2088-54-7，为“红蜻蜓20周年少年长篇精选集”选书(原版为《命运抽奖》），红蜻蜓出版社出版
- 同年9月，《在沉睡的境内守护你》ISBN 978-967-2088-67-7，红蜻蜓出版社出版
- 2020年8月，《星辰大海中，我只看见你》ISBN 978-967-2088-98-1，红蜻蜓出版社出版
- 2022年12月，《真爱好妈》ISBN 978-967-2466-87-1，改编自真爱好妈电影，红蜻蜓出版社出版

## 绘图小说
- 2017年7月，《隐形法宝救救我》 ISBN 978-967-2088-08-0，红蜻蜓出版社出版
- 2018年6月，《让我当你的眼睛》ISBN 978-967-2088-27-1，红蜻蜓出版社出版
- 2019年7月，《我家有个大力士》ISBN 978-967-2088-63-9，红蜻蜓出版社出版

## 电影馆
- 2012年8月，《新村》ISBN 978-967-0370-89-7，红蜻蜓出版社出版
- 2013年10月，《一路有你》ISBN 978-967-0564-11-1，红蜻蜓出版社出版
- 2022年12月，《真爱好妈》ISBN 978-967-2466-87-1，红蜻蜓出版社出版

## 合著
- 2016年12月，《问鱼》ISBN 978-967-0564-95-1，红蜻蜓出版社出版
- 2019年8月，《你就这样在我的世界里出现》ISBN 978-967-2088-65-3，红蜻蜓出版社出版

## 散文
- 2020年3月，《小小的谢智慧在小小的时光中》ISBN 978-967-2088-92-9，红蜻蜓出版社出版